# ガブリエル・ラメ

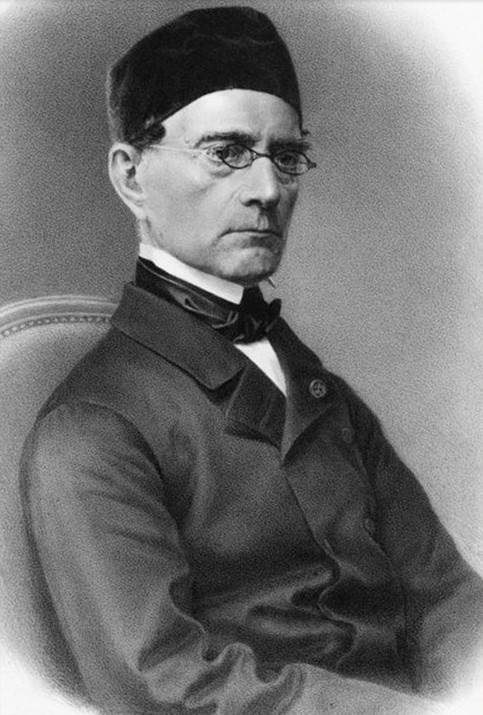
ガブリエル・ラメ

ガブリエル・ラメ（Gabriel Lamé, 1795年7月22日 - 1870年5月1日）は、フランスの数学者。エコール・ポリテクニーク（高等理工科学校）を卒業し、数理物理学、代数学、幾何学などに功績を残した。

## 主な来歴と功績
出身地はトゥール（現アンドル＝エ＝ロワール県）。小学校卒業後、パリのルイ・グラン高等中学校の校外生として認定された。16歳の時に経済的困難が理由で勉学を中断、弁護士の秘書となる。その時期に、ルジャンドルの幾何学書を読んで数学に関心を持ち始めた。
ラメは、1820年から1831年までロシアの運輸交通大学の教授として働いた。1832年から母校であるパリのエコール・ポリテクニークの教授を務めた。
1816年末、パリ科学アカデミーにいくつかの新しい定理を含む「直線と面の交わりに関する研究報告」を提出した。また、2年後の1818年、「幾何学的諸問題の解に使用し得る各種方法の研究」を出版、ポンスレとシャールに高い評価を受ける。その後、数理物理学の諸問題、弾性理論（ラメの定数）の研究を行い、曲線座標の理論を仕上げ、ラメ関数を導入した。

## フェルマーの最終定理との関わり
ラメは、フェルマーの最終定理が n = 7 の場合に正しいことを証明した。また、その後の1847年3月1日、パリ科学アカデミーで行われた講演会で、最終定理の完全証明を宣言するが、ラメの理論にはまだ問題が残っていることが彼の同僚のリウヴィルによって明らかにされる。さらに、最後の発表者コーシーが「ラメと同じ方法を思いついていたが時間がなかった」と発言し、それから二人はどっちが先に完全証明を成し遂げるかで激しい争いをした。結局、1ヶ月後にラメの方法でもコーシーの方法でも証明できないことがリウヴィルの弟子クンマーによって明らかにされ、それ以降ラメは最終定理には関わらなかった。

## ラメの名を冠するもの
- ラメ定数
- ラメ関数
- ラメ (クレーター)
- ラメ曲線